# Dataran Tapus
Dataran Tapus is een bestuurslaag in het regentschap Rejang Lebong van de provincie Bengkulu, Indonesië. Dataran Tapus telt 380 inwoners (volkstelling 2010).